# Bōsō-Halbinsel
Die Bōsō-Halbinsel (japanisch 房総半島, Bōsō-hantō) ist eine Halbinsel in der Präfektur Chiba auf der japanischen Insel Honshū. Sie bildet die östliche Seite der Bucht von Tokio und trennt diese vom Pazifik.

## Etymologie
Der Name und die Kanji-Schreibung der Halbinsel wurde aus den früheren Provinzen Japans zusammengesetzt, die hier lagen: Awa, auch Bōshū (房州) genannt, lieferte das erste Kanji, Kazusa und Shimousa, beide zusammen nach deren Vorgängerprovinz Fusa auch Sōshū (総州) genannt, das zweite.

## Geografie
Der größte Teil der Halbinsel besteht aus dem Bōsō-Hügelland (房総丘陵, Bōsō-kyūryō) dessen höchste Erhebung der Atago-yama mit 408,2 m ist. Im Süden ist dieses durch Verwerfungen geprägt und tendenziell fällt das Höhenprofil der Halbinsel nach Norden hin ab. Im Osten der Halbinsel erstreckt sich entlang der Pazifikküste die Kujūkuri-Ebene (九十九里平野, Kujūkuri-heiya) und im Westen an der Bucht von Tokio diverse Mündungsebenen. Im weiteren Sinne umfasst die Bōsō-Halbinsel noch das nördlich an das Hügelland anschließende Shimousa-Plateau (下総台地, Shimousa-daichi) bis zum noch weiter nördlich liegenden Niederungstal des Tone-gawa.
Die westlichen Küstenstriche von Kisarazu im Süden bis Chiba im Norden weisen dichte, urbane Strukturen auf, während die anderen Küstenebenen und die Flusstäler im Innern hauptsächlich zum Reisanbau genutzt werden.
Die Tōkyō-wan-Aqua-Line, eine Kombination aus Brücke und Tunnel über die Tokioter Bucht, verbindet Kisarazu und die Stadt Kawasaki in der Präfektur Kanagawa.